# Футбол у Туреччині
Футбол — найпопулярніший вид спорту в Туреччині, коріння якого сягають Османської імперії. Перші матчі були зіграні в Османській Салоніці в 1875 році. Цей спорт у країні запровадили жителі Англії.
Турецька футбольна асоціація була заснована в 1923 році, а ігри професіональної ліги проводяться з 1959 року. Збірна Туреччини отримала свій найбільший успіх на чемпіонаті світу 2002 року, коли досягла 3-го місця. «Галатасарай» здобув найбільший успіх серед турецьких клубів — у 2000 році, вигравши Кубок УЄФА та Суперкубок УЄФА.
Турецька система футбольної ліги складається з п'яти професіональних ліг, одна з яких є жіночою.

## Історія
Першим футбольним турніром Туреччини була створена в 1904 році Стамбульська футбольна ліга. Регіональні футбольні ліги були засновані у багатьох інших містах, таких як Анкара, Ізмір, Адана, Ескішехір, Едірне та Трабзон.

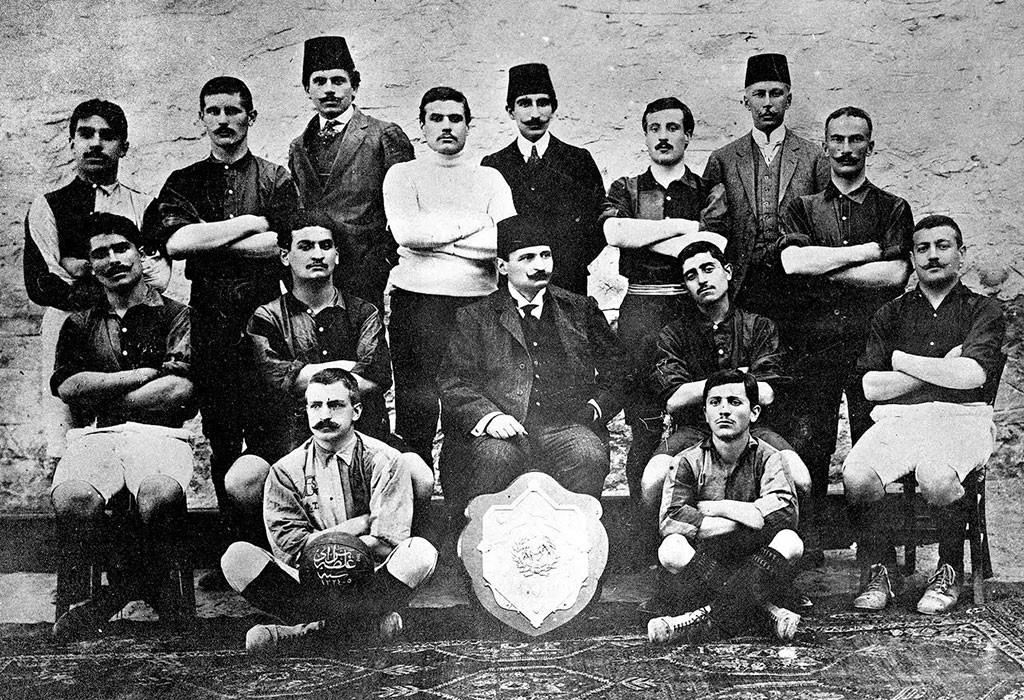
«Галатасарай» — чемпіони Стамбульської ліги у сезоні 1908/09.

Перший чемпіонат Туреччини, відомий як Турецький футбольний чемпіонат (тур. Türkiye Futbol Şampiyonası), був проведений Турецькою футбольною федерацією (ТФФ) у форматі ігор навиліт в 1924 році (переможцем став клуб «Харбіє» зі Стамбула). У такому вигляді він проводився до 1941 року включно, до турніру допускалися переможці регіональних ліг. З 1942 по 1951 рік він розігрувався у фінальній групі, що складалася з чемпіонів трьох основних регіональних ліг (Стамбул, Анкара, Ізмір), які кваліфікувалися безпосередньо, а також переможців кваліфікаційного плей-оф, проведеного серед переможців регіональних груп, крім перерахованих раніше трьох ліг. Матчі фінальної групи проводилися у форматі ліги на нейтральних стадіонах. Чемпіонат проводився до 1990 року, однак у зв'язку з тим, що турецький футбол став професійним в 1951 році, з 1952 року турнір перестав бути футбольним змаганням вищого рівня для Туреччини.
Національний дивізіон (тур. Millî Küme) заснований ТФФ в 1937 році і став першим загальнонаціональним футбольним змаганням у форматі Ліги. У турнірі брали участь найкращі клуби з ліг Станбула, Анкари та Ізміра, які в той час вважалися найбільш сильними серед регіональних змагань. Першим переможцем турніру став «Фенербахче». У число учасників увійшли чотири кращих клуби з Станбула, по два з Анкари і Ізміра. Виняток було зроблено в 1941 році, коли до участі були допущені переможець турецького футбольного чемпіонату 1940 року «Ескішехірспор» (це був єдиний клуб з-за меж трьох основних міст, що брав участь в лізі) і третій клуб з Анкари. Останнім став сезон ліги в 1951 році.

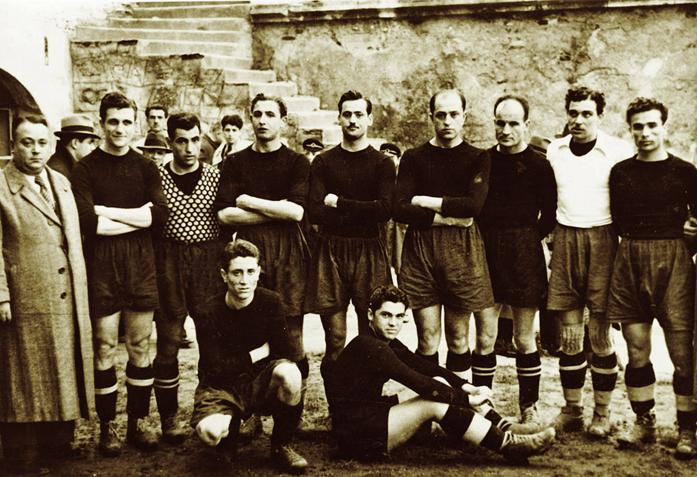
«Бешикташ» — чемпіони Стамбульської ліги у сезоні 1940/41.

У період з 1940 по 1950 рік обидва чемпіонати вищого рівня існували одночасно, а отже було два національні чемпіони. Так як Національний дивізіон проводився у форматі двоколового турніру з домашніми і виїзними матчами на регулярній основі, а також більш високою кількістю матчів в цілому в порівнянні з турецьким футбольним чемпіонатом, він отримав більшу популярність і визнання. Також з 1944 по 1950 рік існував спеціальний Суперкубок між чемпіонами обох національних змагань. Трофей називався Кубок Прем'єр-Міністра (тур. Başbakanlık Kupası) і став одним з найбільш ранніх футбольних суперкубкових турнірів у світі і в Європі. У ті десятиліття «Фенербахче» домінував у турецькому футболі, вигравши три титули чемпіонату Туреччини та шість титулів Національного дивізіону, що є рекордом для обох турнірів.
У період з 1952 по 1955 рік в Туреччині не було загальнонаціонального чемпіонату вищого рівня. «Галатасарай» представляв Туреччину в Кубку європейських чемпіонів 1956/57 як чемпіон Стамбульської футбольної ліги. У тому сезоні УЄФА вирішила, що тільки чемпіони країн можуть брати участь в Кубку європейських чемпіонів, що спонукало ТФФ відродити Національний чемпіонат. У підсумку в 1956 році був створений Кубок Федерації (тур. Federasyon Kupası), він мав виявити чемпіона Туреччини, який повинен був представляти Туреччину в єврокубках. У Кубках Федерації 1956/57 і 1957/58 перемогу здобув «Бешикташ», однак, оскільки ТФФ не змогла вчасно подати заявку, «Бешикташ» не зміг взяти участь у сезоні 1957/58 Кубка європейських чемпіонів.
У 1959 році Турецькою футбольною федерацією була заснована Національна професіональна футбольна ліга, відома сьогодні як Суперліга (тур. Süper Lig). Важливо відзначити, що ТФФ в даний час не визнає чемпіонські титули періоду з 1924 по 1951 рік, розіграні в турнірах «Турецький футбольний чемпіонат» і «Національний дивізіон», незважаючи на те, що зазначені змагання проводилися під егідою самої федерації.
Залежно від того, чи враховуються не визнані ТФФ турніри чи ні, лідерами за кількістю титулів чемпіона Туреччини можуть вважатися «Фенербахче» (з урахуванням перемог до 1959 року) або «Галатасарай» (починаючи з сезону 1959/60).
У сезоні 1962/63 вперше проводився Кубок Туреччини з футболу. Перший фінал проходив у два матчі. У фіналі зустрічалися два столичних гранди: «Галатасарай» і «Фенербахче». Обидві зустрічі закінчилися перемогою «Галатасарая» з однаковим рахунком 2:1. Найбільшу кількість перемог у турнірі також здобув «Галатасарай».
Суперкубок Туреччини офіційно проводиться з сезону 1965/66, в якому отримав назву «Кубок Президента» (тур. Cumhurbaşkanlığı Kupası). Кубок проводився між переможцями Першої ліги і Кубка Туреччини. У сезоні 1967/68, «Фенербахче» зробив дубль, і кубок дістався йому без проведення матчів. Після цього Турецька футбольна федерація вирішила змінити формат Суперкубка і тепер клуб, що зробив дубль мав грати з переможцем Кубка Прем'єр-міністра (тур. Başbakanlık Kupası). На початку 80 — х коли Кубок Прем'єр-міністра не проводився, переможець цього трофею замінювався срібним призером чемпіонату, що і стало остаточним регламентом до припинення проведення кубка в 1998 році. Кубок змінював свою назву на Кубок Глави держави (тур. Devlet Başkanlığı Kupası) з 1980 по 1982 роки, після чого знову був перейменований на Кубок Президента. Другий запуск Суперкубка був у сезоні 2005/2006, і називався Суперкубок Туреччини, і грався тим же самим форматом, як і його попередник. Найбільша кількість завойованих Суперкубків країни у «Галатасарая».

## Система ліг

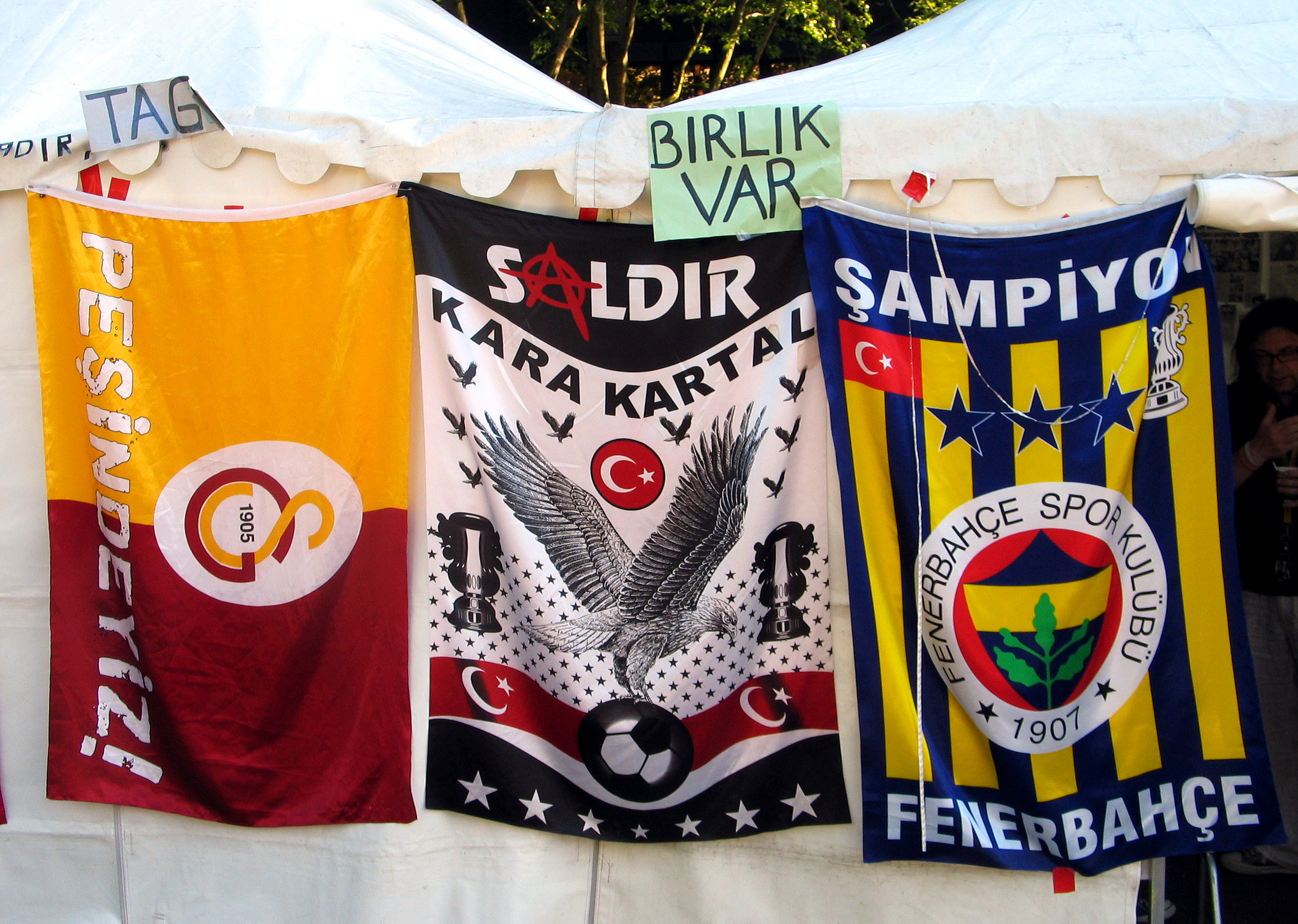
Прапори трьох основних клубів Стамбула (зліва направо — «Галатасарай», «Бешикташ», «Фенербахче»)

### Суперліга
Суперліга — найвищий дивізіон Туреччини з 1959 року, в якому бере участь 18 клубів. Чемпіони отримують право зіграти у Лізі чемпіонів УЄФА. «Галатасарай», «Фенербахче», «Бешикташ» і «Трабзонспор» — є найуспішнішими турецькими клубами, які беруть участь у змаганнях, які виграли майже усі титули з 1959 року (лише 2010 року чемпіонство святкував «Бурсаспор»). «Галатасарай» виграв найбільшу кількість сезонів у Суперліги, тоді як «Фенербахче» здобув найбільше титулів чемпіонату Туреччини загалом. Однак Федерація футболу Туреччини не визнає титулів, виграних у колишньому чемпіонаті Туреччини та Національному дивізіоні.

### Ліга А2
Клуби в системі турецької футбольної ліги не мають резервних команд (за винятком «Генчлербірлігі»). Натомість у клубах є команди до двадцяти та до 18 років, які грають у окремих чемпіонатах.

### Аматорський футбол
Нижче чотирьох професіональних ліг у турецькому футболі знаходяться аматорські місцеві ліги.
Найкращі аматорські клуби мають право на підвищення в турецьку Третю лігу, найнижчий професіональний дивізіон країни.

## Кубкові змагання
Два основні кубкові змагання країни — Кубок Туреччини та Суперкубок Туреччини. У першому з них беруть участь клуби з усіх професіональних дивізіонів. Суперкубок — це щорічний матч, який проводиться між переможцями Суперліги та турецького кубка.
Раніше у країні також проходили такі кубкові змагання як Кубок Прем'єр-міністра, Кубок Ататюрка, Кубок Стамбула, Кубок флоту, Кубок TSYD, та Кубок Spor Toto.

## Єврокубки
Турецькі клуби беруть участь у великій кількості європейських турнірів. Нижче вказані найкращі результати:

### Суперкубок УЄФА
- Галатасарай (2000 — чемпіони)

### Ліга чемпіонів УЄФА
- Галатасарай (1999–00 — чемпіони)
- Фенербахче (2012–13 — півфінал)
- Бешикташ (2002–03 — чвертьфінал)
- Бешикташ (2016–17 — чвертьфінал)

‡ Галатасарай був однією з восьми команд групового етапу Ліги чемпіонів УЄФА 1993–94, проте УЄФА не вважає це участю у чвертьфіналі.

### Кубок УЄФА / Ліга Європи
- Галатасарай (1999–00 — чемпіони)
- Фенербахче (2012–13 — півфінал)
- Бешикташ (2002–03 — чвертьфінал)
- Бешикташ (2016–17 — чвертьфінал)

### Балканський кубок
- Фенербахче (1966–67 — чемпіони)
- Сариєрспор (1991–92 — чемпіони)
- Самсунспор (1993–94 — чемпіони)
- Ескішехірспор (1975 — фіналіст)

### Кубок ярмарок
- Гезтепе (1968–69 — півфінал)

### Кубок володарів кубків УЄФА
- Фенербахче (1963–64 — чвертьфінал)
- Гезтепе (1969–70 — чвертьфінал)
- Бурсаспор (1974–75 — чвертьфінал)
- Галатасарай (1991–92 — чвертьфінал)

### Кубок Інтертото УЄФА
- Кайсеріспор (2006 — співпереможець)
- Трабзонспор (2007 — фіналіст)
- Сівасспор (2008 — фіналіст)
- Стамбулспор (1997 — півфінал)
- Самсунспор (1998 — півфінал)
- Трабзонспор (1999 — півфінал)
- Бурсаспор (1995 — чвертьфінал)

## Збірна Туреччини

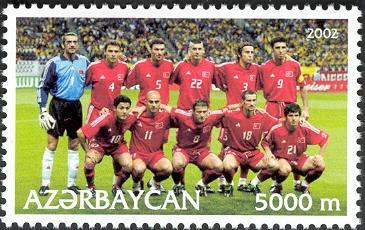
Збірна Туреччини, бронзовий призер чемпіонату світу-2002 на поштовій марці Азербайджану.

Перший матч збірної Туреччини відбувся 26 жовтня 1923 року проти національної збірної Румунії і закінчився нічиєю 2:2. Туреччина двічі брала участь у чемпіонатах світу, у 1954 та 2002 роках, на другому з яких стала бронзовим призером. Туреччина також фінішувала третьою на Кубку Конфедерацій 2003 року, вийшла у півфінал Євро-2008 та грала у чвертьфіналі Євро-2000.
Жіноча команда дебютувала 8 вересня 1995 року в матчі проти команди Румунії, який румунки виграли у Стамбулі (8:0). Жіноча збірна Туреччини ще не брала участі у фінальній фазі чемпіонату світу чи чемпіонату Європи.

## Стадіони

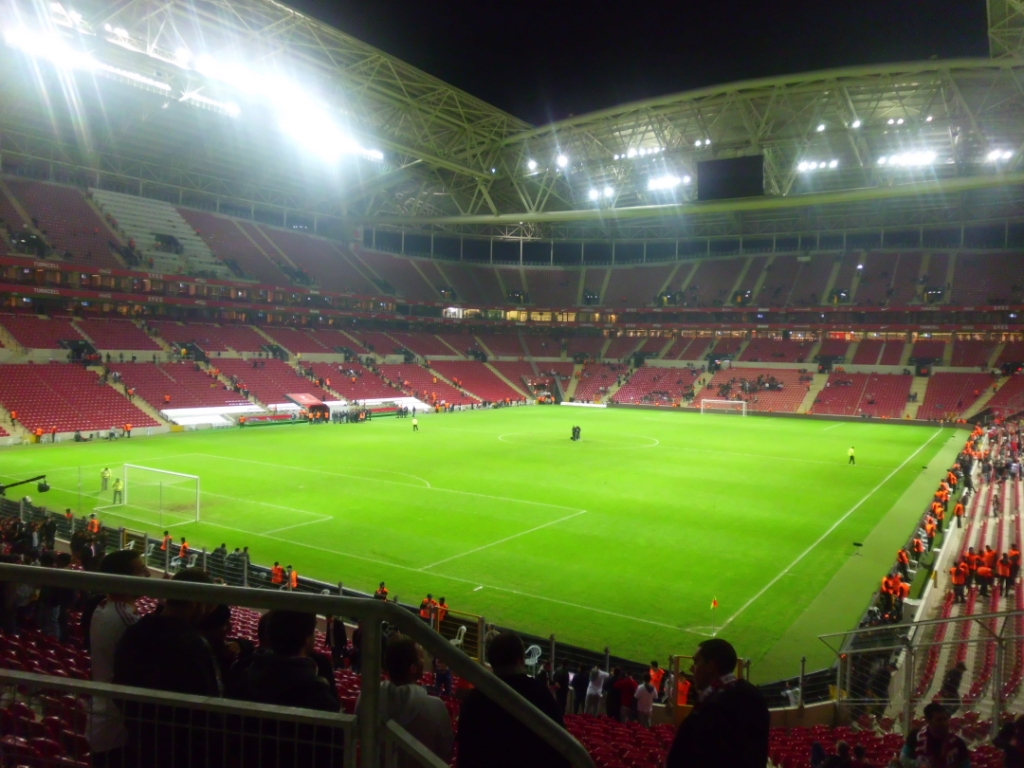
«Тюрк-Телеком-Арена» — домашній стадіон клубу «Галатасарай».

Найбільший в Туреччині стадіон — Олімпійський стадіон Ататюрка у Стамбулі, який може вмістити 76 092 глядачів. Стадіон має найвищу 4 категорію УЄФА і є восьмим за величиною стадіоном у Європі. На ньому проводить свої матчі збірна Туреччини, а 2005 року тут відбувся легендарний фінал Ліги чемпіонів між «Ліверпулем» і «Міланом». Певний час стадіон був домашнім для «Галатасарая», але згодом команда знову повернулась на власну арену «Алі Самі Єн». Галатасарай продовжував грати на Олімпійському стадіоні матчі Ліги чемпіонів через те, що на стадіоні «Алі Самі Єн» було небагато місць. З січня 2011 року «Галатасарай» став виступати на новозбудованій «Тюрк Телеком Арені».
Інші найвідоміші турецькі стадіони — стадіон «Шюкрю Сараджоглу» та «Водафон Парк», які теж розташовані в Стамбулі.